# The Von Bondies
The Von Bondies – indierockowa grupa muzyczna założona w Detroit.

## Początki i pierwszy album
Początki grupy sięgają roku 2000, kiedy to byli współlokatorzy z college'u, Jason Stollsteimer i Marcie Bolen, wybrali się wspólnie na koncert japońskiego zespołu rockowego Guitar Wolf. Zafascynowani twórczością grupy postanowili założyć własny zespół. Do wymienionej dwójki dołączyli jeszcze Lauren Wilcox, grająca na gitarze basowej, oraz perkusista Don Blum.
W roku 2001, kiedy grupa zyskała rozgłos, zainteresowali się nią Jack White z zespołu The White Stripes i Jim Diamond z The Dirtbombs. Obaj muzycy zostali producentami debiutanckiego krążka grupy Lack of Communication. Płyta została nagrana w trzy dni. Na krążku znalazła się piosenka, która była odą do zespołu Guitar Wolf – It came from Japan.

## Dalsza kariera
W następnych latach zespół dużo podróżował i pokazywał się w mediach. Von Bondies wyruszyli w trasy koncertowe po Wielkiej Brytanii, Australii i USA. Występowali także w programach takich jak The Letterman Show, czy CD:UK. W roku 2003 grupa wydała krążek koncertowy zatytułowany Raw and Rare składający się głównie z utworów zarejestrowanych podczas występów w BBC w roku 2001 i 2002. Wydaniem płyty zajęła się wytwórnia Dimmak Records.
W lutym 2004 grupa wydała swój drugi album Pawn Shoppe Heart, tym razem wydany przez wytwórnię Sire Records. Producentami krążka byli Jerry Harrison z grupy Talking Heads, a także członek Von Bondies Jason Stollstimer. Pochodząca z tej płyty piosenka C'mon C'mon została umieszczona w amerykańskim serialu Rescue Me, a także w grze Burnout 3: Takedown wyprodukowanej przez Electronic Arts.
Podczas jednego z przyjęć promującego wydanie płyty zespołu Blanche, Jack White wdał się w bójkę ze Stollsteimerem, za co musiał zapłacić grzywnę.
Obecnie zespół pracuje w studio nagraniowym nad wydaniem trzeciej płyty zatytułowanej Love, Hate And Then There's You, która ma ukazać się w 2008 roku.

## Członkowie zespołu

### Obecni
- Jason Stollsteimer – wokal i gitara
- Alicia Gbur – instr. klawiszowe
- Matt Lannoo – gitara
- Leann Banks – gitara basowa
- Don Blum – perkusja

### Byli
- Lauren Wilcox – gitara basowa (2001)
- Carrie Smith – gitara basowa i wokal (2001–2004)
- Yasmine Smith – gitara basowa i wokal (2004–2006)
- Marcie Bolen – gitara i wokal (2001–2006)

## Dyskografia

### Albumy
- Lack of Communication (2001)
- Raw and Rare (album koncertowy; 2003)
- Pawn Shoppe Heart (2004)
- Love, Hate And Then There's You (2008)

### Single
- Lack of Communication (2002)
- It Came from Japan (2002)
- C'mon, C'mon (2004)
- Goin' Down/Tell Me What You See (2004)